# ژیلا امیرشاهی
ژیلا امیرشاهی (زادهٔ ۲۸ فروردین ۱۳۳۹ در قزوین) مجری تلویزیون و گوینده رادیو است.

## زندگی‌نامه
ژیلا امیرشاهی فارغ‌التحصیل رشته اقتصاد و بازرگانی در مقطع کارشناسی دانشگاه بین‌المللی امام خمینی است. او بیشتر با اجرا در برنامه به خانه بر می‌گردیم شناخته شده‌است و در شبکه سلامت نیز به اجرا مشغول بود ژیلا امیرشاهی، مجری باسابقه به خانه برمی‌گردیم به کانادا مهاجرت کرد.ژیلا امیرشاهی، مجری باسابقه به خانه برمی‌گردیم با انتشار ویدئویی اعلام کرد که در کانادا حضور دارد و  کلاس‌های آموزش فن بیان و سخنرانی را در شهر ونکوور برگزار خواهد کرد.

### ازدواج
ژیلا امیرشاهی با جمال‌الدین طبسی‌نژاد ازدواج کرده‌ و حاصل ازدواجشان ۳ دختر است.

### ورود به صدا و سیما
امیرشاهی در ابتدا دبیر زبان انگلیسی در آموزش و پرورش بود اما به دلیل عدم رضایت از شغل خود و علاقه به گویندگی، وارد سازمان صدا و سیما شد. در سال ۷۱ به صورت مقطعی در گروه سیاسی و دانش فعالیت کرده و از سال ۷۳ وارد رادیو می‌شود که این آغاز کار حرفه‌ای اوست. برنامه جهان دانش اولین اجرای رادیویی اوست و پس از آن نیز در دو برنامه با موضوعات متفاوت به اجرا پرداخت که یکی برنامه ای ادبی به نام گل گشت و دیگری برنامه ای در حوزه دفاع مقدس به نام جلوه‌های پایداری بود. او در سال ۱۳۷۶ در برنامه «صدا در سیما» شرکت کرد و در سال ۱۳۷۹، برنامه پربیننده و پرمخاطب «به خانه برمی گردیم» را در دست گرفت امیرشاهی چند سال به دلیل شغل همسرش از بینندگان برنامه «به خانه برمی گردیم» خداحافظی کرده و مدتی را در خارج از ایران زندگی کرد و پس از بازگشت به ایران دوباره مجری این برنامه شد و تا به الان نیز در آن حضور دارد، او می‌گوید: این برنامه برایم مثل بچه ای است که بزرگش کردم، خیلی دوستش دارم و روی آن تعصب دارم.
از دیگر فعالیت‌های امیرشاهی، اجرای برنامه مادر، کودک، تندرستی در شبکه سلامت است.